# Back to You
Back to You — второй сольный сингл британского певца Луи Томлинсона, записанный при участии Биби Рекса и Digital Farm Animals. Трек войдет в первый сольный студийный альбом Томлинсона. Авторами песни являются Николас Гейл, Ричард Бордман, Пабло Баумен, Луи Томлинсон и Сара Бланчард. Продюсерами выступили Digital Farm Animals и Томми Денверс.

## История
Back to You является вторым синглом Луи Томлинсона после ухода группы One Direction на временный перерыв. Первым стал его дуэт со Стивом Аоки — «Just Hold On».
О скором выпуске нового трека намекали ещё до его премьеры. Томлинсон и Рекса часто делились с подписчиками в социальных сетях некими публикациями, связанными с релизом.
24 июня было официально объявлено о предстоящем релизе.

## Релиз

### Сингл
Релиз сингла состоялся 21 июля 2017 года в некоторых странах, а за тем и во всем мире, о чём сам Луи сообщил в своем официальном аккаунте в Twitter. Первыми приобрести новинку смогут жители стран, где раньше наступает полночь.

### Музыкальное видео
Официальная премьера видеоклипа состоялась в день премьеры сингла, 21 июля на портале YouTube.

## Критика
Майк Васс из Idolator написал в своей рецензии: «Что касается участников 1D, выпускающих материал соло, это довольно солидно».
Марк Севедж из BBC Music описал этот трек как «задумчивую попсовую смесь».
В Entertainment Weekly, Ариана Бэкл назвала трек «инфекционным джемом».

## Чарты
| Чарт (2017)                                | Пиковая позиция |
| ------------------------------------------ | --------------- |
| Australia (ARIA)                           | 26              |
| Австрия (Ö3 Austria Top 40)                | 21              |
| Бельгия/Фландрия (Ultratip Bubbling Under) | 48              |
| Канада (Billboard Canadian Hot 100)        | 34              |
| Чехия (Singles Digitál Top 100)            | 29              |
| Финляндия (Latauslista Download)           | 1               |
| France (SNEP)                              | 19              |
| Германия (GfK)                             | 55              |
| Ireland (IRMA)                             | 28              |
| Italy (FIMI)                               | 52              |
| Нидерланды (Single Top 100)                | 70              |
| New Zealand (Recorded Music NZ)            | 36              |
| Шотландия (OCC Scotland)                   | 8               |
| Словакия (Singles Digitál Top 100)         | 18              |
| Sweden (Sverigetopplistan)                 | 53              |
| Швейцария (Schweizer Hitparade)            | 47              |
| Великобритания (OCC UK Singles)            | 13              |
| США (Billboard Hot 100)                    | 40              |